# International Centre for Theoretical Physics

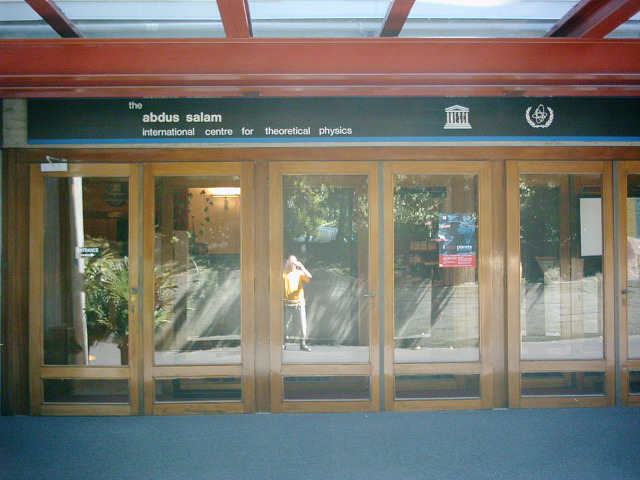
Haupteingang

Das International Centre for Theoretical Physics (ICTP; deutsch Internationales Zentrum für Theoretische Physik) ist ein Forschungsinstitut für Theoretische Physik am Park von Schloss Miramare, etwa 10 km entfernt von Triest gelegen.
Das ICTP wurde 1964 von dem Physik-Nobelpreisträger Abdus Salam gegründet. Es wird gemeinsam vom italienischen Staat und zwei Organisationen der Vereinten Nationen, der UNESCO und der IAEO, getragen.
Es hat sich zur Aufgabe gemacht, Spitzenforschung auf den Gebieten der Theoretischen Physik und der Mathematik insbesondere in den Ländern der Dritten Welt zu fördern und ein Forum für den wissenschaftlichen Austausch dieser Länder mit den Industrienationen zu bieten. Jedes Jahr sind ca. 5000 Wissenschaftler aus der ganzen Welt zu Forschungsaufenthalten und Konferenzen zu Gast am ICTP.
Das Institut vergibt jedes Jahr am 8. August (dem Geburtstag von Paul A. M. Dirac) die Dirac-Medaille (ICTP), eine Auszeichnung für herausragende Leistungen auf den Gebieten der Theoretischen Physik und Mathematik.